# Leucosarcia melanoleuca
Leucosarcia melanoleuca — вид птахів родини голубових.

## Поширення
Країни поширення: східна Австралія (Квінсленд, Новий Південний Уельс, Вікторія).

## Поведінка
Дуже потайливий птах. Найразючішим є гучне хлопання крил, коли птахи злітають. Як правило шукає поживу на ґрунті в тропічних лісах, вологих евкаліптових лісах, прибережних лісах, місцях для пікніків, садах. Їх раціон складається з фруктів, ягід, насіння місцевих дерев і молюсків і комах.

## Морфологія
Це великий, пухкий голуб, у якого коротка шия, широкі крила і довгий хвіст; його довжина варіюється від 38 до 40 сантиметрів. Верх тіла пастельного сіро-блакитного кольору, голова кремово-біла. Низ тіла білий з темними цятками. Білі смуги на грудях утворюють латинську «V». Темні, червоно-коричневі очі оточені рожевими кільцями. Ноги червоні. Статевий диморфізм слабко виражений. Молоді птахи теж в цілому схожі на дорослих.

## Відтворення
Цей вид моногамний; період розмноження з жовтня по січень. L. melanoleuca будує на гіллі гніздо діаметром ≈ 30 сантиметрів. Гніздо будується приблизно від 3 до 20 метрів над землею і захищається парою. Іноді L. melanoleuca використовують кинуті гнізда інших видів. Кладеться, як правило, два великих яйця до 4 сантиметрів у довжину.

## Галерея

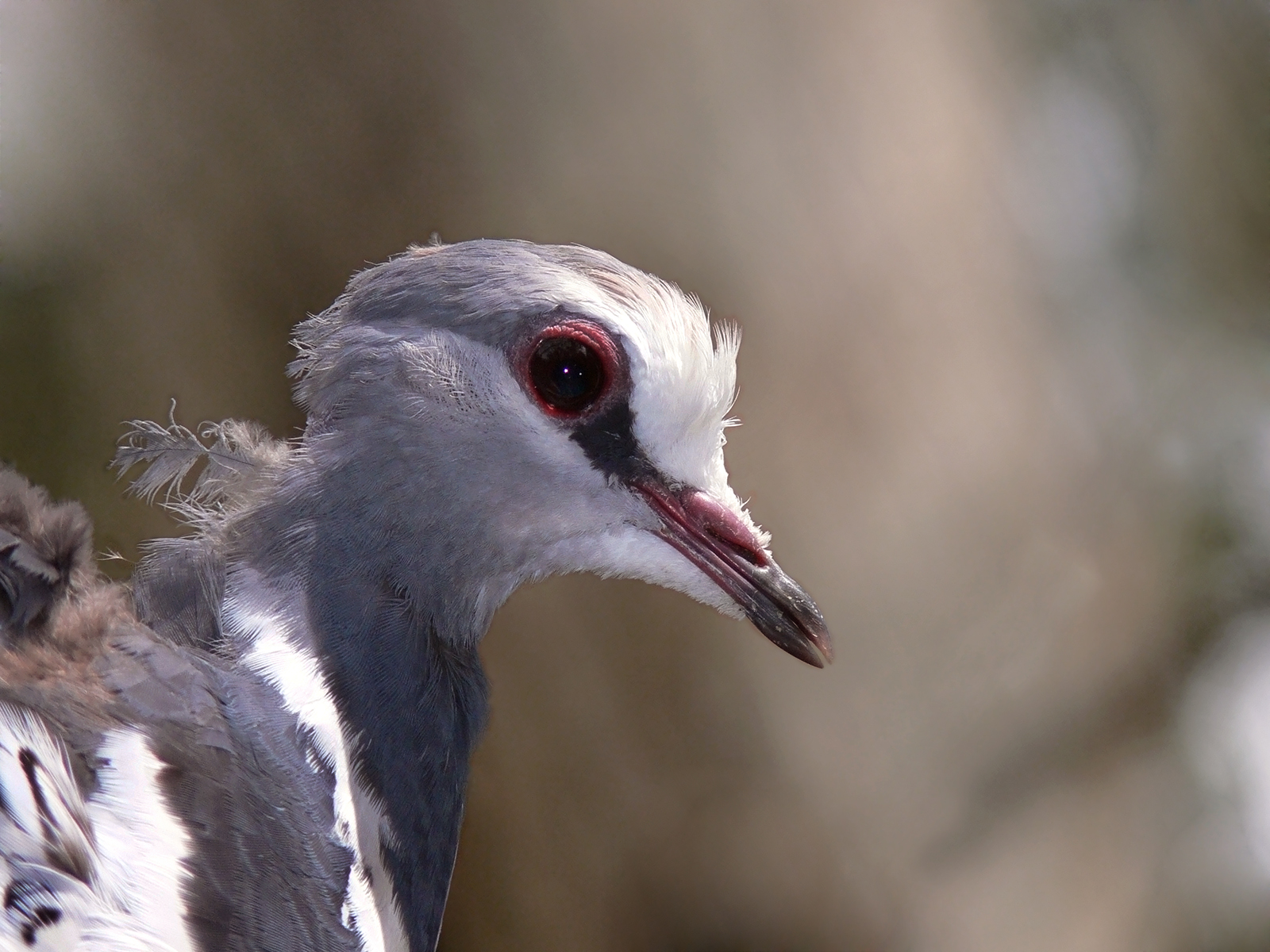
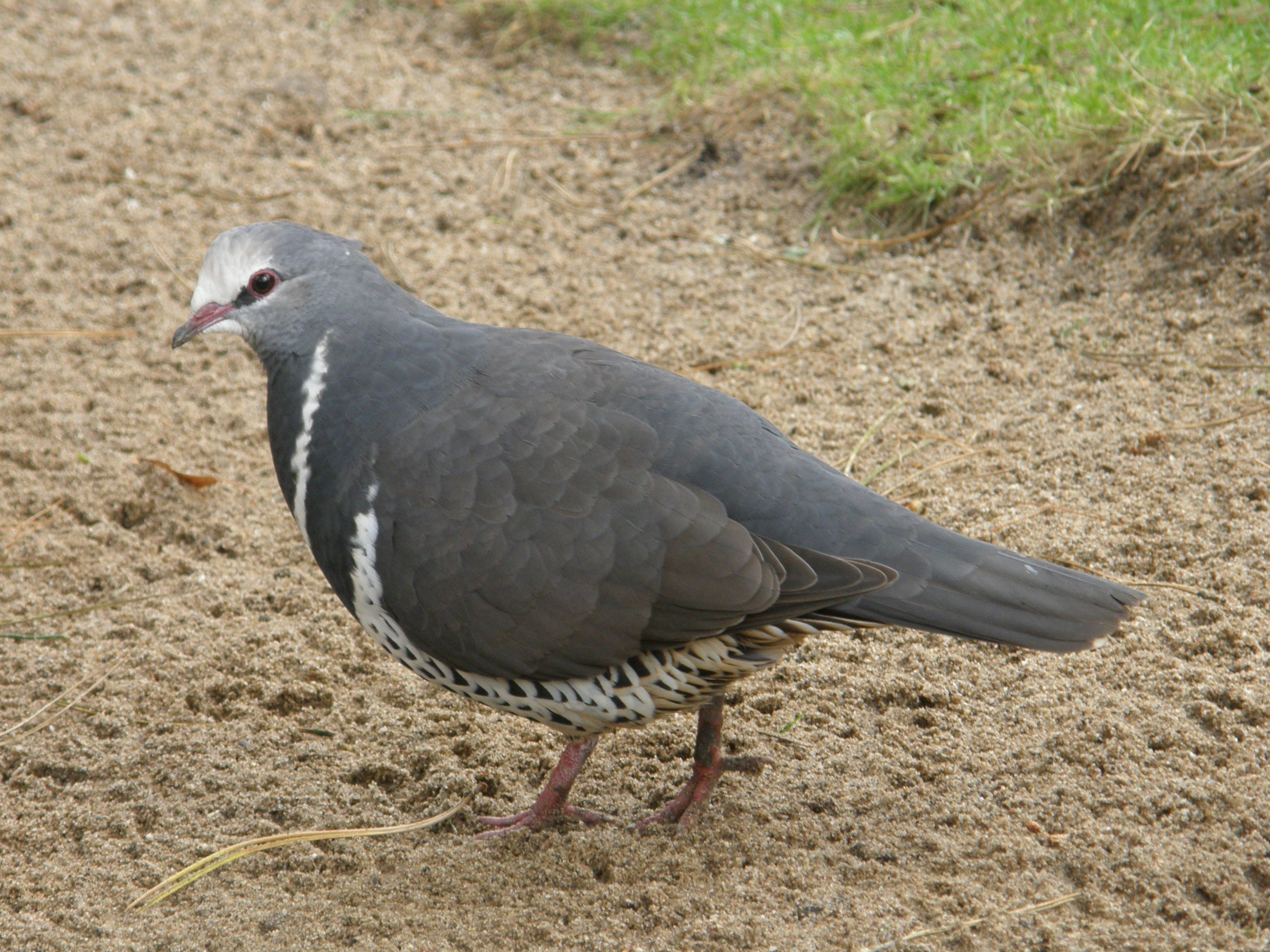